# Liste der Biografien/Iq
Liste der Biografien |
Portal Biografien |
Personensuche
# |
A |
B |
C |
D |
E |
F |
G |
H |
I |
J |
K |
L |
M |
N |
O |
P |
Q |
R |
S |
T |
U |
V |
W |
X |
Y |
Z |
?
 
Ia |
Ib |
Ic |
Id |
Ie |
If |
Ig |
Ih |
Ii |
Ij |
Ik |
Il |
Im |
In |
Io |
Ip |
Iq |
Ir |
Is |
It |
Iu |
Iv |
Iw |
Ix |
Iy |
Iz
Die Liste der Biografien führt alle Personen auf, die in der deutschsprachigen Wikipedia einen Artikel haben. Dieses ist eine Teilliste mit 18 Einträgen von Personen, deren Namen mit den Buchstaben „Iq“ beginnt.

## Iq

### Iqb
- Iqbal, Ahmad Shekib (* 1995), afghanischer Badmintonspieler
- Iqbal, Asad (* 1986), pakistanischer Leichtathlet
- Iqbal, Asjad (* 1991), pakistanischer Snookerspieler
- Iqbal, Javed, pakistanischer Badmintonspieler
- Iqbal, Javed (1956–2001), pakistanischer Serienmörder
- Iqbal, Muhammad (1877–1938), Nationaldichter und geistiger Vater PakistansMuhammad Iqbal (1877–1938)

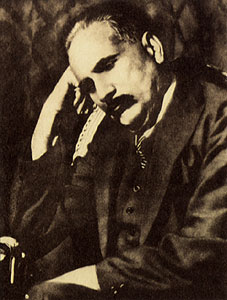
Muhammad Iqbal (1877–1938)

- Iqbal, Muhammad (* 1927), pakistanischer Hammerwerfer
- Iqbal, Nabihah (* 1988), britische Musikerin, Komponistin, Sängerin und DJ
- Iqbal, Nadeem (* 1983), indischer Skilangläufer
- Iqbal, Nasir (* 1994), pakistanischer Squashspieler
- Iqbal, Sadia (* 1995), pakistanische Cricketspielerin
- Iqbal, Zafar (* 1956), indischer Hockeyspieler
- Iqbal, Zain (* 1998), britischer Schauspieler
- Iqbal, Zidane (* 2003), englisch-irakischer Fußballspieler
- Iqbalzadeh, Roholla (* 1994), norwegisch-afghanischer Fußballspieler

### Iqu
- Iquaibom, Lawrence (* 1965), nigerianischer Gewichtheber, Funktionär und Trainer
- Iquino, Ignacio F. (1910–1994), spanischer Regisseur, Drehbuchautor und Filmproduzent
- Iquioussen, Hassan (* 1964), französischer Imam, Redner und Mitglied der Musulmans de France